# Bishopsbourne
Bishopsbourne är en ort och civil parish i grevskapet Kent i sydöstra England. Orten ligger i distriktet Canterbury, cirka 6,5 kilometer sydost om Canterbury. Civil parishen hade 241 invånare vid folkräkningen år 2021.